# Screaming for Vengeance
Screaming for Vengeance је осми студијски албум хеви метал бенда Џудас прист, издат 17. јула 1982. На оригиналном издању албума се налази 10 песама, док реиздање из 2001. садржи две додатне.

## Списак песама
На издању из 2001. године налазе сe две додатне песме.

## Састав
- Роб Халфорд - вокал, усна хармоника
- Глен Типтон - гитара, клавијатуре, споредни вокал
- К. К. Даунинг - гитара
- Јан Хил - бас гитара
- Џон Хинч - бубњеви